# Flaga Zjednoczonych Emiratów Arabskich
Flaga Zjednoczonych Emiratów Arabskich to trzy pasy o kolorach: zielonym, białym i czarnym i zagrodzeniem z lewej strony o kolorze czerwonym.

## Symbolika
Flaga ma barwy panarabskie, pochodzące od tradycyjnych barw wielkiej dynastii Umajjadów (biała), Abbasydów (czarna), Fatymidów (zielona) i Haszymidów (czerwona).

## Historia
Największe wpływy na Półwyspie Arabskim mieli Haszymidzi, którzy od XII w. sprawowali dziedziczną władzę nad Mekką. Czerwone flagi ośmiu szejkanatów nad Zatoką Perską, zostały po raz pierwszy zmodyfikowane w 1820. Na mocy traktatu zawartego z Wielką Brytanią państwa te miały do swych czerwonych flag dodać białe obramowanie. Tak uczyniły Szardża i Ras al-Chajma, podczas gdy Abu Zabi, Adżman, Dubaj i Umm al-Kajwajn umieściły biały pas pionowy w części czołowej. W 1958 Abu Zabi zmieniło ten pas na biały kanton. W 1961 na fladze Umm al- Kajwajnu umieszczono dodatkowo półksiężyc z gwiazdą. W 1975 władca al-Fudżajry postanowił zrezygnować z użycia flagi emiratu i zastąpić ją flagą państwową. Ostatecznie flagę przyjęto 2 grudnia 1971, a podniesiono 1 stycznia 1972.

## Flagi poszczególnych emiratów

Abu Zabi
Adżman
Dubaj
Al-Fudżajra
Ras al-Chajma
Szardża
Umm al-Kajwajn